# کبد پیاسنزا

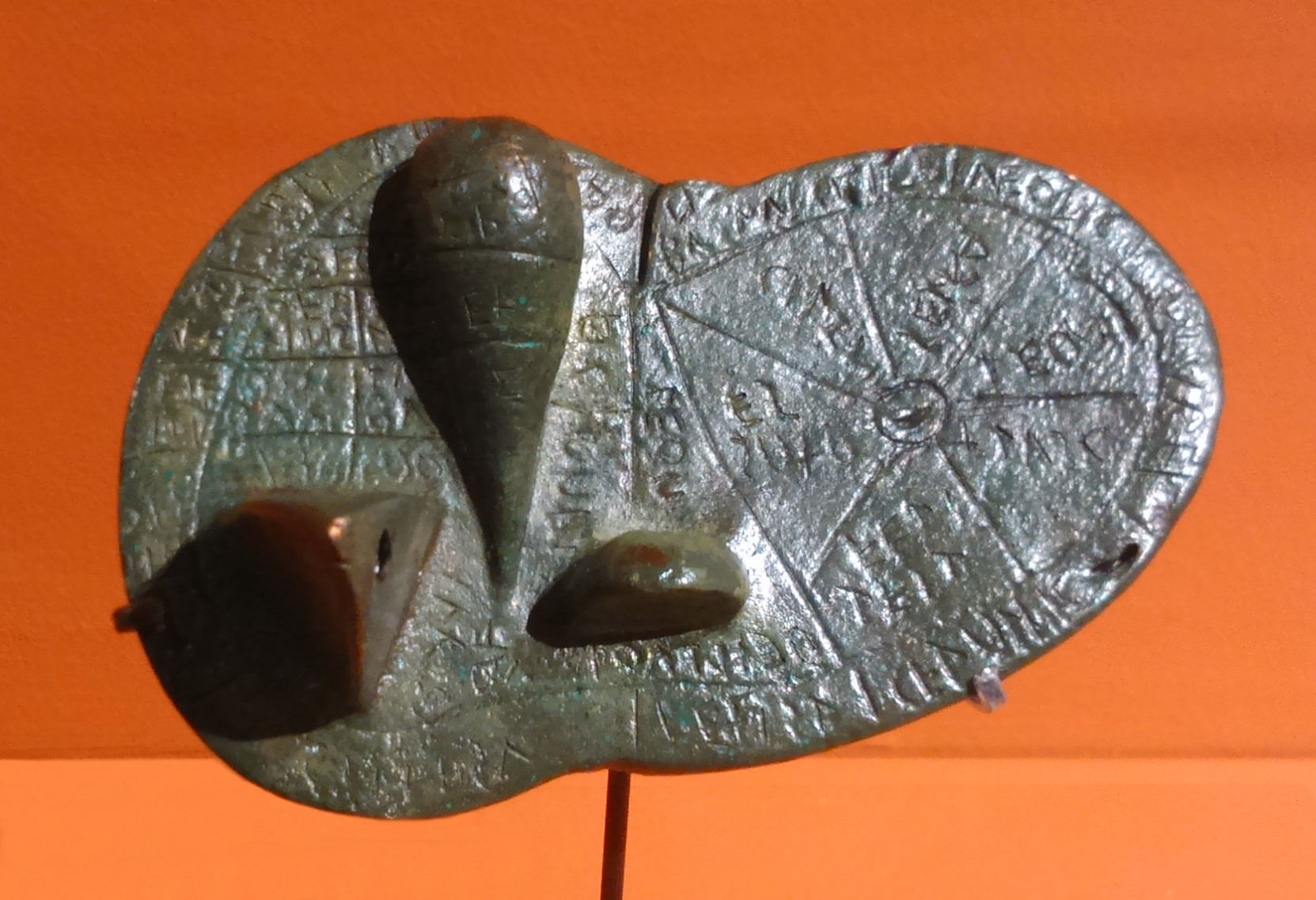
کبد پیاسنزا به همراه یک نمودار و متون اتروسکی.

کبد پیاسِنزا، یک شیء مصنوعی یا دست‌ساز مربوط با اتروسک، منطقه‌ای باستانی واقع در محدوده ایتالیای امروزی، بود، که در تاریخ ۲۶ سپتامبر سال ۱۸۷۷ در حوالی گوسولنگو، واقع در استان پیاسنزا، از کشور ایتالیا کشف گردید. این شیء یک مدل برنزی از کبد گوسفند در اندازهٔ طبیعی آن است که سطح آن با نوشته‌های اتروسکی پوشیده شده‌است. نوشته‌های درج شده بر این کبد، اسامی خدایان اتروسکی هستند. اعتقاد بر این است که این مدل برنزی برای کشیشان یا مردان مذهبی اتروسکی، نقش وسیله‌ای را ایفا می‌کرده که توسط آن تمرین هاروسپیسی را انجام می‌داده‌اند. استفاده از این ابزار به دو تا سه قرن پیش از میلاد مسیح بازمی‌گردد.
این کبد برنزی در حال حاضر در موزه شهرداری پیاسنزا، واقع در فارنس پالازو به معرض نمایش گذارده شده‌است.